# マヌエル・プラド・イ・ウガルテチェ
マヌエル・カルロス・プラド・イ・ウガルテチェ（スペイン語: Manuel Carlos Prado y Ugarteche、1889年4月21日 - 1967年8月15日）は、ペルーの銀行家、政治家。元ペルー大統領マリアーノ・イグナシオ・プラドの息子としてリマで生まれ、第50代（任期：1939年 - 1945年）および第54代（任期：1956年 - 1962年）ペルー大統領を務めた。36歳年上の兄レオンシオ・プラド・グティエレスがいるが、グティエレスはウガルテチェが生まれる6年前の1883年に太平洋戦争のウアマチュコの戦いで戦死した。

## 生涯
プラド・イ・ウガルテチェは青年軍人として1914年にペルー大統領ギジェルモ・ビジングルストを失脚させたクーデターで大きな役割を果たした。1934年にはペルー中央準備銀行総裁に就任した。
1939年、保守派でありながら左派政党アメリカ革命人民同盟（APRA）の助力を借りてペルー大統領に当選した。プラドは「就任したら、最初にやることは政治恩赦を宣言して政党の追放に終わりを告げることです」と宣言した。1941年にはエクアドルとの国境紛争でペルーに有利な結果をもたらした。
2度目の大統領期（1956年 - 1962年）において、大規模な弾圧を受けた政党はAPRAだけであったが、APRAは先代大統領マヌエル・アルトゥロ・オドリーアによって1948年に違法を宣言されていた。プラドは新しく選出された議会にAPRAの合法化法案を提出すると宣言、法案は議会を無事通過してAPRAの結党者の1人であるビクトル・ラウル・アヤ・デ・ラ・トーレが追放先から帰国した。
外交政策では米国を支持しており、第二次世界大戦中の1942年には南米ではじめて枢軸国との外交関係を断絶した。また、日系ペルー人を米国に追放することを強く支持したが、一部の歴史家は民族浄化が本当の目的であると指摘した。